# Гвардейская лента

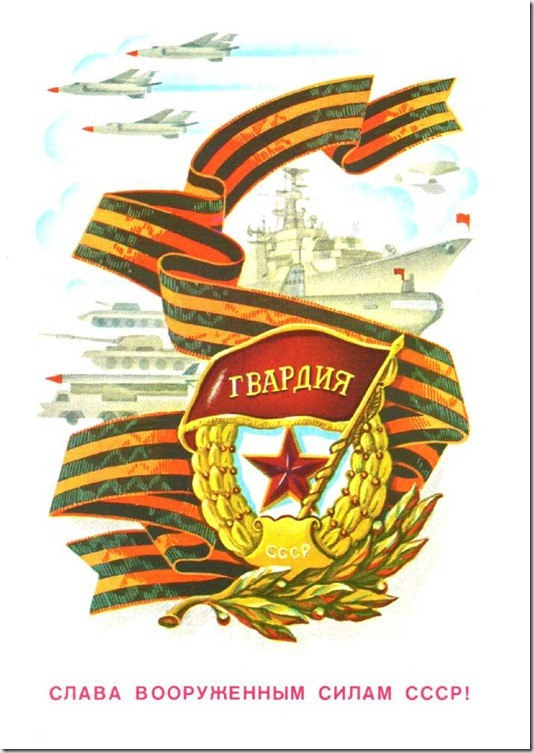
Гвардейская лента на советской открытке, посвящённой 23 февраля

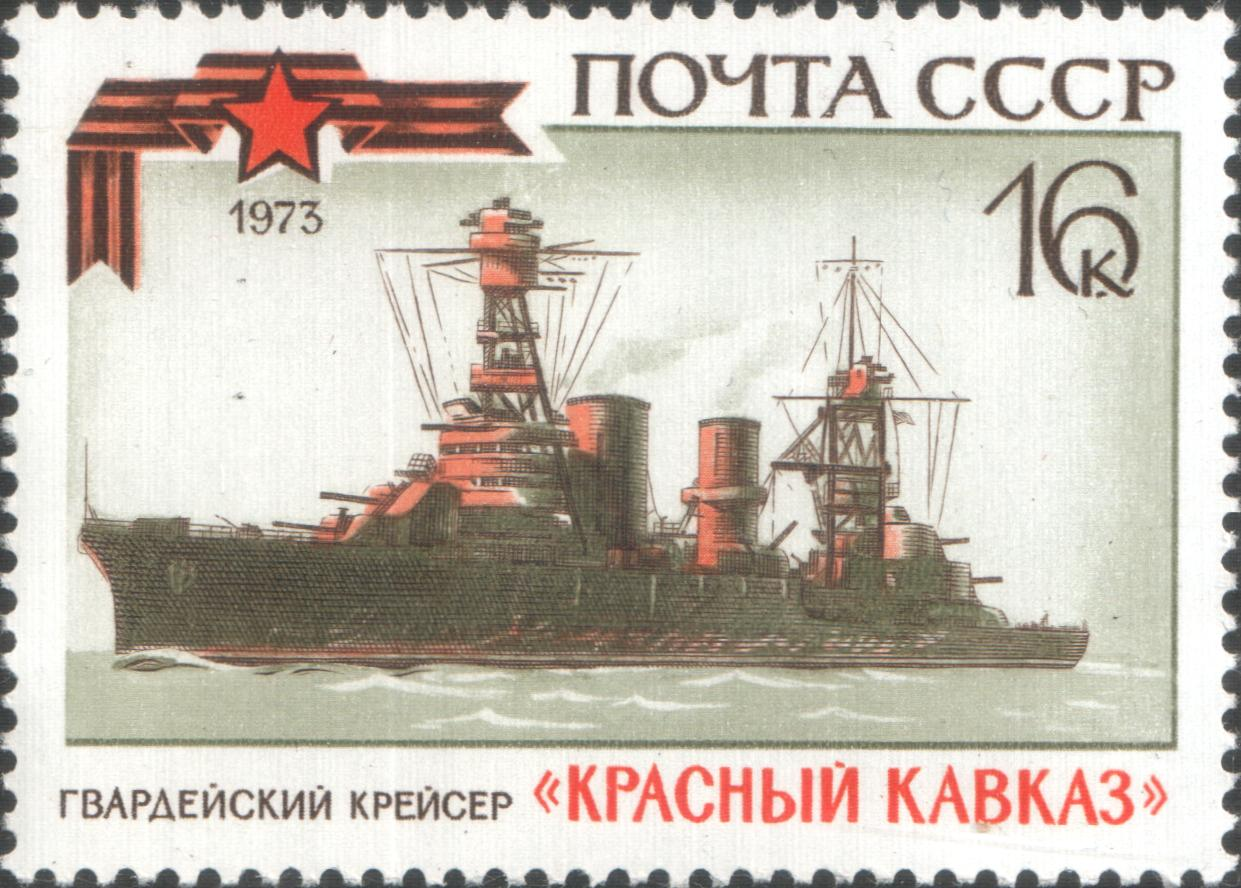
Гвардейская лента на марке почты СССР

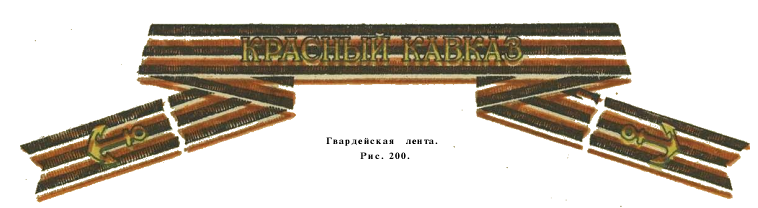
Гвардейская лента в «Иллюстрированном описании знаков различия личного состава ВМФ СССР»

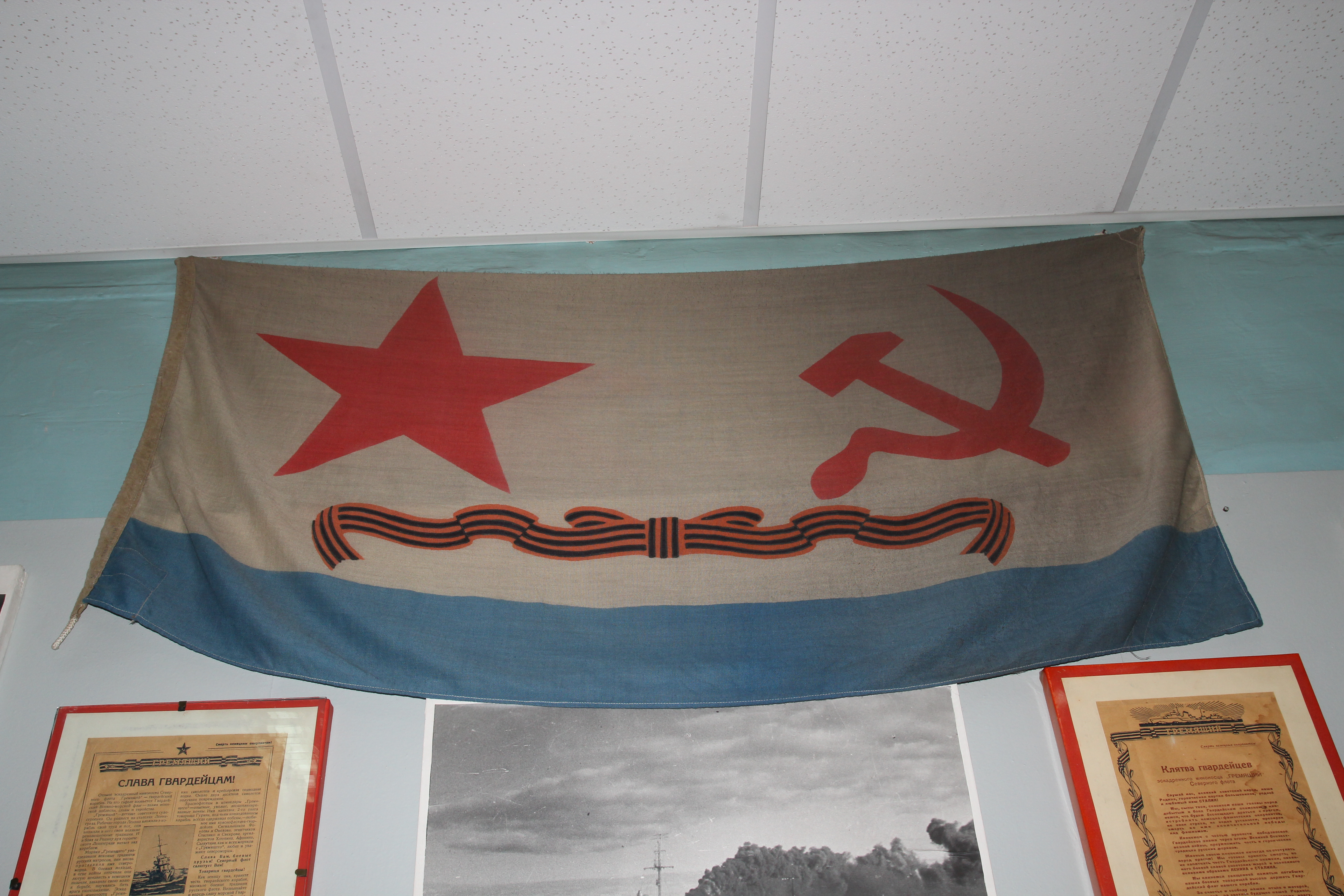
Гвардейская лента на Гвардейском военно-морском флаге эсминца «Гремящий»

Гварде́йская ле́нта — двухцветная орденская (медальная) лента, которая использовалась в наградной системе СССР. 
Была официальным символом при проведении Парада Победы на Красной площади в СССР и стала одним из основных символов Дня Победы.

## История
С осени 1941 года частям, соединениям и кораблям, за мужество и героизм их личного состава, который они проявили при защите Отечества, присваивалось почётное звание «гвардейская», «гвардейский». Указом Президиума Верховного Совета СССР от 21 мая 1942 года для гвардейцев был учреждён нагрудный знак «Гвардия». Несмотря на то, что знак «Гвардия» был учреждён как единый, в ВМФ ВС СССР решили учредить свой гвардейский знак (народное название — «Морская гвардия»). Так, начальник организационно-строевого управления НК ВМФ капитан 2-го ранга Б. М. Хомич предложил использовать прямоугольную (применявшуюся в российской армии и на флоте) пластину, обтянутую чёрно-оранжевой лентой, а также использовать последнюю на бескозырках матросов. Нарком ВМФ адмирал Н. Г. Кузнецов своим приказом № 142 от 10 июня 1942 года утвердил эти знаки отличия. В этом приказе она носит название «Гвардейской». 5 мая 1943 года он же утвердил к изданию «Иллюстрированное описание знаков различия личного состава ВМФ СССР» , в котором её изображение подписано таким же названием.

## Описание
Гвардейская лента представляет собой шёлковую репсовую муаровую ленту золотисто-оранжевого цвета с нанесёнными на ней тремя продольными чёрными полосами.
Ширина ленты — 32,5 мм, длина — 1420 мм. Ширина чёрных полос — 6 мм, ширина оранжевых просветов между ними — 6,25 мм, ширина выпушки — 1 мм.
Гвардейская лента прокладывается по околышу краснофлотских фуражек (бескозырок) рядового состава гвардейских кораблей и частей и закрепляется у заднего шва, причём концы ленты остаются свободными.
На гвардейских лентах в месте, приходящемся спереди фуражки, золотым тиснением накладывается наименование корабля, части или соединения, а на свободных концах — якоря. 

## Гвардейская лента на знамёнах
Гвардейским частям СССР вручались Боевые знамёна с прикреплённой к ним гвардейской лентой.

2. Гвардейским частям вручается Боевое Знамя с прикреплённой к его древку выше полотнища гвардейской чёрно-оранжевой лентой, завязанной бантом с ниспадающими концами. Описание гвардейской ленты утверждается Министром обороны СССР.
— Приложение 2. ПОЛОЖЕНИЕ О ПОРЯДКЕ ВРУЧЕНИЯ БОЕВЫХ ЗНАМЁН И ОРДЕНОВ ВОИНСКИМ ЧАСТЯМ // Устав внутренней службы Вооружённых Сил СССР, в кн.: Общевоинские уставы Вооружённых Сил СССР. — М.: Воениздат, 1979.
На гвардейском Военно-морском флаге, учреждённом 19 июня 1942 года приказом народного комиссара ВМФ СССР № 142, также была изображена гвардейская лента:

Гвардейский Военно-морской флаг представляет собой установленный Военно-морской флаг Союза ССР с расположенной на нём гвардейской лентой, завязанной бантом, с развевающимися концами. Лента оранжевого цвета с нанесёнными на ней тремя продольными чёрными полосами. Гвардейская лента располагается горизонтально над полосой голубого цвета, посередине флага.
— Приказ Народного Комиссара Военно-Морского Флота СССР от 19.06.1942 № 142 «Об установлении гвардейского Военно-морского флага, особого нагрудного знака и особой ленты к фуражке»
В уставах Вооружённых Сил Российской Федерации гвардейская лента именуется 

4. При присвоении воинской части наименования «гвардейская» ей вручаются георгиевские знамённые ленты и навершие. Боевое знамя с георгиевскими знамёнными лентами и навершием именуется «Георгиевское знамя» и является высшим знаком отличия воинской части.
<…>
19. Ритуал вручения воинской части георгиевских знамённых лент и навершия аналогичен ритуалу вручения воинской части Боевого знамени.
— Приложение № 3 к Уставу внутренней службы Вооружённых Сил Российской Федерации. ПОЛОЖЕНИЕ О ПОРЯДКЕ ВРУЧЕНИЯ БОЕВОГО ЗНАМЕНИ ВОИНСКОЙ ЧАСТИ.